# Fundamenta Botanica

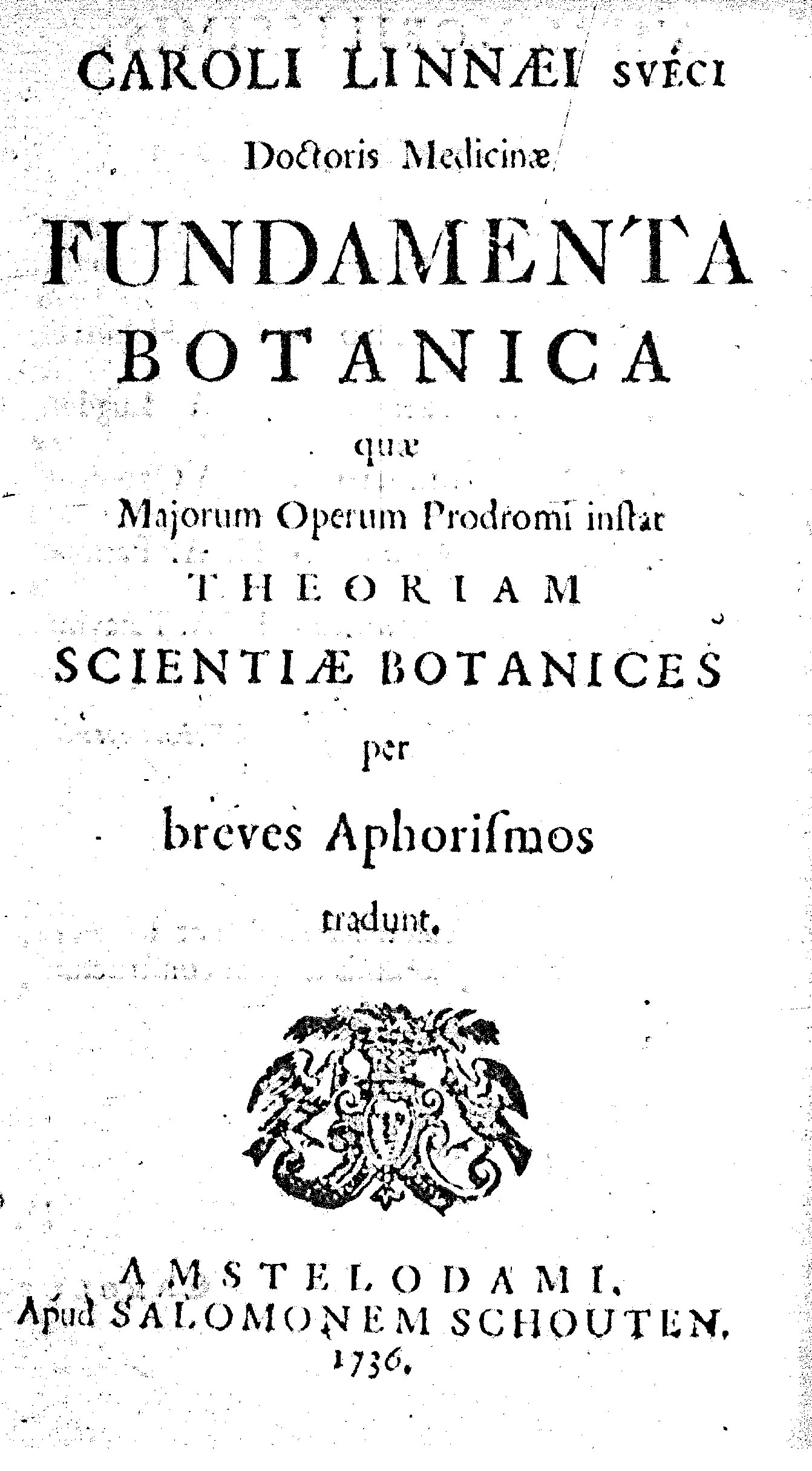
Fundamenta Botanica, Titelblatt der 1. Auflage, Amsterdam 1736

Fundamenta Botanica ist der Titel eines Werkes von Carl von Linné, in dem er erstmals ausführlich seine Ideen zur Umgestaltung der Grundlagen der Botanik darlegte. 

## Werk
Die erste Auflage erschien am 13. September 1735 unter dem vollständigen Titel Fundamenta Botanica, quae Majorum Operum Prodromi instar Theoriam Scientiae Botanices per breves Aphorismos tradunt (etwa: Botanische Grundlagen, die als Vorläufer größerer Werke eine Theorie der Wissenschaft der Botanik in kurzen Aphorismen liefert) beim Amsterdamer Buchhändler Salomon Schouten. 
Die Erstausgabe war Olof Rudbeck, Lorenz Heister, Adriaan van Royen, Johann Jacob Dillen, Antoine de Jussieu, Giulio Pontedera, Johann Amman, Abraham Vater, Johannes Burman, Isaac Rand, Pierre Magnol und Giuseppe Monti gewidmet. Eine Besprechung des Werkes durch Johann Ernst Hebenstreit erschien 1737 in den Acta Eruditorum.

### Inhalt
Das Werk besteht aus 365 Aphorismen, die wiederum in die folgenden 12 Kapitel eingeordnet sind:
- I. Bibliotheca (Bibliothek), Aphorismen 1–52
- II. Systemata (Systematiken), 53–77
- III. Plantae (Pflanzen), 78–85
- IV. Fructificatio (Fruchtträger), 86–131
- V. Sexus (Geschlecht), 132–150
- VI. Characteres (Charakterisierung), 151–209
- VII. Nomina (Namen), 210–255
- VIII. Differentiae (Unterscheidung), 256–305
- IX. Varietates (Varietäten), 306–317
- X. Synonyma (Synonyme), 318–324
- XI. Adumbrationes (Beschreibung), 325–335
- XII. Vires (Kräfte), 336–365

Neben der Erfassung der bekannten botanischen Schriften und einer Bestandsaufnahme der bis dahin bekannten taxonomischen Systeme, geht es insbesondere auch um die Sexualität der Pflanzen, die korrekte Beschreibung und Benennung von Pflanzen sowie die Darlegung ihrer heilenden Kräfte.
Für Linné ist diese, während seines Aufenthaltes in Holland zu Ende geführte, Aphorismensammlung Grundlage seiner weiteren Tätigkeit. 15 Jahre später fasste er seine neu gewonnenen Erkenntnisse in seiner Philosophia Botanica, einer vollständig überarbeiteten Neuauflage der Fundamenta Botanica, zusammen.

### Auflagen
- 1. Auflage: Salomon Schouten, Amsterdam, 1736 (bereits 1735 gedruckt), 12°
- 2. Auflage: Gottfried Kiesewetter, Stockholm, 1740, 4°
- 3. Auflage: Salomon Schouten, Amsterdam, 1741, 4°

Die verschiedenen Auflagen der Fundamenta Botanica wurden auch gemeinsam mit anderen Werken Linnés herausgegeben:
- die 1. Auflage gemeinsam mit der 1. Auflage 1736 von Bibliotheca Botanica
- die 2. Auflage gemeinsam mit der 2. Auflage 1740 und der 4. Auflage 1744 von Systema naturae sowie in Opera varia (1758)